# Miss Pará 2015
Miss Pará 2015 foi a 58.ª edição do tradicional concurso de beleza feminino que seleciona a melhor paraense para que esta dispute o título de Miss Brasil 2015. O certame ocorreu na capital do estado no dia 24 de Julho de 2015 sob a coordenação do empresário Herculano Silva.  Houve transmissão somente pelo site oficial do concurso. A cantora Lenne Bandeira animou o evento com suas canções. Larissa Oliveira, vencedora da edição de 2014, coroou sua sucessora ao título no final do evento com a ajuda de Melissa Gurgel. 

## Resultados

### Colocações
| Posição                 | Município e Candidata |
| Miss Pará               | - Belém - Carolinne Ribas |
| 2º. Lugar               | - Marituba - Ariane Viana |
| 3º. Lugar               | - Ananindeua - Kauane Nava |
| 4º. Lugar               | - Uruará - Mayrla Moura |
| 5º. Lugar               | - Xinguara - Juliana de Sá |
| (TOP 10) Semifinalistas | - Altamira - Júlia Magalhães - Igarapé-Açu - Hirlane Barros - Melgaço - Tarsila Loureiro - Salinópolis - Fernanda Albuquerque - Xinguara Vip - Kariely Rocha |
| (TOP 15) Semifinalistas | - Abaetetuba - Raiane Quaresma - Marabá - Yanca Carolina - Mosqueiro - Jéssica Cruz - Ponta de Pedras - Suzy Danila - Vitória do Xingu - Aline Franco        |

### Prêmios especiais
| Prêmio         | Candidata                         |
| Miss Simpatia  | - Vitória do Xingu - Aline Franco |
| Miss Fotogenia | - Uruará - Mayrla Moura           |
| Miss Elegância | - Augusto Corrêa - Isa Sales      |
| Miss Imprensa  | - Xinguara - Juliana de Sá        |

### Ordem dos anúncios
| 1. Abaetetuba 2. Altamira 3. Ananindeua 4. Belém 5. Igarapé-Açu 6. Marabá 7. Marituba 8. Melgaço 9. Mosqueiro 10. Ponta de Pedras 11. Salinópolis 12. Uruará 13. Vitória do Xingú 14. Xinguara 15. Xinguara Vip | 1. Altamira 2. Ananindeua 3. Belém 4. Igarapé-Açu 5. Marituba 6. Melgaço 7. Salinópolis 8. Uruará 9. Xinguara 10. Xinguara Vip | 1. Ananindeua 2. Belém 3. Marituba 4. Uruará 5. Xinguara |  |

## Jurados
1. Rosa Kamada, jornalista e Msc em Engenharia Ambiental;
2. Letícia Sarabia, designer de jóias;
3. Luciano Russo, empresário;
4. Léo Souza, jonalista;
5. Drº. Yuri Ikuta, cirurgião;
6. Inaê Tardelli, personal trainer.

## Candidatas
As candidatas que participaram este ano: 
| - Abaetetuba - Raiane Quaresma - Acará - Deborah Valente - Altamira - Júlia Magalhães - Ananindeua - Kauane Nava - Augusto Corrêa - Isa Sales - Belém - Carolinne Ribas - Bragança - Andréa Rodrigues - Capanema - Juliana Sillen - Castanhal - Luana Lobato - Icoaraci - Wanessa Alcântara - Igarapé-Açu - Hirlane Barros - Irituia - Ludyanne Oliveira - Marabá - Yanca Carolina - Marituba - Ariane Viana | - Melgaço - Tarsila Loureiro - Mosqueiro - Jéssica Cruz - Pacajá - Karoline Oliveira - Paragominas - Lenise Oliveira - Parauapebas - Iadna Laboissierre - Ponta de Pedras - Suzy Danila - Redenção - Suenny Rego - Salinópolis - Fernanda Albuquerque - Tomé-Açu - Cleici Oliveira - Uruará - Mayrla Moura - Vigia - Barbara Avelino - Vitória do Xingu - Aline Franco - Xinguara - Juliana de Sá - Xinguara Vip - Kariely Rocha |

## Agenda

### Atividades
- 23/01: Pré-lançamento do Miss Pará 2015, no restaurante Maricotinha.
- 22/03: As candidatas participaram de um Coquetel na Clinica Bete Rodrigues.
- 24/03: Visitas à instalação do Hotel "Princesa Louçã", onde ficarão confinadas.
- 25/03: Algumas candidatas apresentaram a coleção 2015 "Flor de Lótus" da estilista Rosângela Leite.
- 11/04: As aspirantes ao título fizeram provas dos vestidos de gala para a grande noite do concurso.
- 17/04: As candidatas compartilharam de um almoço na Churrascaria do Osmar.
- 21/04: Coquetel em comemoração dos 21 anos do município de Marituba, em Marituba.
- 25/04: Visita Turística ao município de Abaetetuba, a terra do brinquedo de miriti.
- 11/05 à 18/05 : Desfile na semana das noivas, com os vestidos da Maission de la Marrieé.
- 22/05: As candidatas compartilharam de um jantar no Restaurante Cantina Italiana.
- 26/05: Algumas candidatas visitaram os estúdios da RBA TV, afiliada da Band na região.
- 30/05: As misses estiveram na XIX Feira do Livro onde participaram de um chá promovido pela Sekishu-Isa School.
- 22/06: Foram realizadas entrevistas com todas as candidatas ao título estadual.
- 25/06: Algumas candidatas visitaram o prefeito de Belém, Zenaldo Coutinho em seu gabinete.
- 04/07: As misses foram até Outeiro para a Feijoada Solidária, promovida pela Casa Dias, que abriga crianças com HIV.
- 14/07: Inicia-se o confinamento no "Hotel Beira Rio" das candidatas. Almoço no boteco "Das 11" que fica em Feliz Lusitânia.
- 15/07: O dia começa com aula de passarela e etiqueta. Visita ao restaurante "Terra do Meio", em Marituba. Eleição da Miss Elegância.
- 16/07: Receberam uma palestra de maquiagem e truque básicos no qual uma Miss deve saber usar durante um concurso.
- 17/07: Palestra com Herculano Silva e a noite foram jantar no Restaurante Recanto Paraibano.
- 18/07: As candidatas participaram de uma caminhada na Praça Batista Campos.
- 20/07: Palestra com a Miss Pará 2006 Nahdia Rocha e depois mais ensaio.
- 21/07: Dia reservado para ensaios e visitas à Fórmula Academia.
- 22/07: As candidatas conheceram alguns pontos turísticos da cidade: Palácio Antônio Lemos, Ver-o-Peso.
- 23/07: O dia foi dedicado para o ensaio geral. E receberam dicas da Miss Pará 2014 Larissa Oliveira.
- 24/07: Cerimônia de coroação.

## Crossovers
| Miss Pará - 2013: Belém - Carolinne Ribas (Top 12) - (Representando a cidade de Santa Isabel) - 2014: Belém - Carolinne Ribas (Top 10) - (Representando a cidade de Santa Isabel) - 2014: Ananindeua - Kauane Nava (Top 10) - (Representando a cidade de Belém) | Rainha das Rainhas - 2011: Belém - Carolinne Ribas (9°. Lugar) - (Representando o Clube do Remo) Garota Verão - 2013: Abaetetuba - Raiane Quaresma (Vencedora) - (Representando o Pará Clube) |